# Classé X (téléfilm)
Pour plus de détails, voir Fiche technique et Distribution.
Classé X (Rated X) est un téléfilm américain d'Emilio Estevez sorti en 2000. C'est l'adaptation du roman X-Rated de David McCumber, lui-même basé sur une histoire vraie.

## Synopsis
Début des années 1960, les frères Jim et Artie Mitchell montent une société de productions de films pornographiques. Ils rencontrent rapidement fortune et gloire, mais sont également confrontés aux dangers de l'argent facile et de la drogue.

## Fiche technique
- Réalisation : Emilio Estevez
- Scénario : Norman Snider, Anne Meredith et David Hollander
- D'après le livre de David McCumber, X-Rated
- Musique : Tyler Bates
- Directeur artistique : James Oswald
- Décors : John Dondertman
- Costume : Noreen Landry
- Photo : Paul Sarossy
- Montage : Craig Bassett
- Producteur : Richard Berg, Allan Marcil, Lisa Niedenthal (coproductrice)
- Distribution : Showtime Networks
- Format : Couleur • 1,33 : 1
- Pays :  États-Unis
- Langue : anglais

## Distribution
- Charlie Sheen (VF : Joël Zaffarano) :  Artie Mitchell
- Emilio Estevez (VF : Olivier Korol) :  Jim Mitchell
- Rafer Weigel :  Lionel
- Tracy Hutson :  Marilyn Chambers
- Megan Ward :  Meredith
- Terry O'Quinn :  J.R. Mitchell
- Danielle Brett :  Adrienne
- Nicole de Boer :  Karen Mitchell
- Taylor Estevez :  Jim, jeune
- Peter Bogdanovich :  Professeur de film
- Geoffrey Blake :  Michael Kennedy
- Lawrence Dane :  Robert De Salvo
- Caterina Scorsone :  Liberty
- Kim Poirier :  Jamie "l'actrice"
- Janet Sheen :  infirmière (non créditée)

## Autour du film
- De nombreux membres de la famille Sheen-Estévez sont présents dans le film : Janet Sheen et ses fils Charlie Sheen et Emilio Estevez ainsi que Taylor Estevez, le fils d'Emilio.
- Le téléfilm a été présenté au Festival du film de Sundance le 25 janvier 2000 et au Filmfest Oldenburg le 9 septembre 2000[1].
- Sean Penn devait à l'origine réaliser une adaptation à grand budget du livre de David McCumber sur les frères Mitchell avec Robert De Niro et Jack Nicholson. Après l'échec de ce projet, ce fut au tour des frères Alec et William Baldwin de tenter l'aventure. Finalement, le film fut tourné pour la télévision par Emilio Estevez[2].
- Le vrai Jim Mitchell a été invité en tant que consultant sur le film mais refusa la proposition. En revanche, la seconde femme d'Artie Mitchell, Karen, a travaillé sur le film.
- Le téléfilm a été tourné en 36 jours en Ontario au Canada, principalement dans les villes de Hamilton, Toronto et Uxbridge[3].